# Hans-Heinrich Winkler
Hans-Heinrich Winkler (* 14. November 1954 in Raschau) ist ein ehemaliger deutscher Rennrodler.
Winkler startete für den SC Traktor Oberwiesenthal und zählte in der Mitte der 1970er Jahre zur Weltspitze im Rennrodeln der Herren-Einsitzer. Bei der Junioren-Europameisterschaft 1972 in Kufstein belegte er den dritten Platz hinter Bernd Hahn und Anton Winkler. 1974 gewann er hinter Hans Rinn und Horst Müller die Bronzemedaille bei den DDR-Meisterschaften und belegte den 6. Platz bei den Rennrodel-Weltmeisterschaften 1974 am Königssee. Bei den Rennrodel-Europameisterschaften 1976 in Hammarstrand wurde er hinter seinem Teamkameraden aus der DDR Wolfram Fiedler und dem Schweden Michael Gårdebäck ebenfalls Dritter. Bei den Olympischen Winterspielen 1976 in Innsbruck erreichte er hinter Dettlef Günther, Josef Fendt und Hans Rinn den vierten Platz. 1977 gewann er bei den DDR-Meisterschaften hinter Seriensieger Rinn und Günther erneut eine Bronzemedaille.
Winkler zog später nach Torgau und bestritt erfolgreich Wettkämpfe im Veteranen-Rodeln.

## Belege
1. ↑  in den offiziellen Ergebnislisten der Olympischen Spiele wird er fälschlicherweise in der Namensfalschschreibung „Hans-Heinrich Winckler“ geführt
2. ↑  Ergebnisse Veteranenrodeln (Memento des Originals vom 8. Januar 2013 im Internet Archive)  Info: Der Archivlink wurde automatisch eingesetzt und noch nicht geprüft. Bitte prüfe Original- und Archivlink gemäß Anleitung und entferne dann diesen Hinweis.

| Personendaten    | Personendaten           |
| ---------------- | ----------------------- |
| NAME             | Winkler, Hans-Heinrich  |
| ALTERNATIVNAMEN  | Winckler, Hans-Heinrich |
| KURZBESCHREIBUNG | deutscher Rennrodler    |
| GEBURTSDATUM     | 14. November 1954       |
| GEBURTSORT       | Raschau                 |